# Turkmenistan Airlines
Turkmenistan Airlines (Turkmeens: «Türkmenistan» awiakompaniýasy açyk görnüşli paýdarlar jemgyýeti, algemeen bekend als Türkmenhowaýollary) is de nationale luchtvaartmaatschappij van Turkmenistan met haar thuisbasis in Asjchabad.

## Geschiedenis
Turkmenistan Airlines is opgericht in 1992 als Akhal Aircompany en volgde daarmee Aeroflots Turkmenistan divisie op. In 1999 werd de huidige naam ingevoerd.

## Diensten
Turkmenistan Airlines voert lijnvluchten uit naar (zomer 2015) :
- Abu Dhabi, Ankara, Amritsar, Asjchabad, Bangkok, Birmingham, Delhi, Dubai, Frankfurt, Istanboel, Londen, Parijs, Moskou, Minsk, Peking, Kuala Lumpur, Riga

## Vloot
De vloot van Turkmenistan Airlines bestaat uit (juni 2009):
- 1 Boeing B767-300ER
- 4 Boeing B757-200
- 3 Boeing B737-300
- 2 Boeing B737-800
- 7 Boeing B717-200
- 3 Ilyushin IL-76TD
- 3 Jakovlev Jak-40
- 1 Antonov AN-26(A)
- 4 Antonov AN-24RV